# Ásgrímur Jónsson
Ásgrímur Jónsson, né le 4 mars 1876 à Suðurkot í Rútsstaðahverfi í Flóa dans le comté d'Árnessýsla en Islande, et mort le 5 avril 1958 à Reykjavik, est un peintre islandais, l'un des premiers à vivre de son art.

## Biographie
Il étudie à l'Académie royale des beaux-arts du Danemark entre 1900 et 1903 et voyage ensuite beaucoup à l'étranger.
À partir de 1940, il s'installe pendant l'été à Húsafell, dans la région du Vesturland et nombre de ses peintures y font référence. Il y fait construire l'église actuelle.
Il est fait professeur honoraire à l'Université d'Islande, membre honoraire de l'Académie royale des arts de Suède, chevalier de l'Ordre du Dannebrog danois, et grand chevalier de l'Ordre du Faucon islandais en 1933.
Il meurt en 1958 et est enterré à Gaulverjabær, non loin de son village natal.

## Distinctions
- Chevalier de l'ordre de Dannebrog

## Œuvres
Ásgrímur est surtout connu pour ses peintures de paysages dans un style impressionniste, bien qu'il ait abordé d'autres sujets, en particulier les sagas et les histoires folkloriques. Il est également l'auteur de fresques dans plusieurs églises d'Islande.
Peu avant sa mort, il fait don au gouvernement islandais de sa maison au 74, Bergstaðastræti à Reykjavik avec toutes les œuvres en sa possession, soit 192 peintures à l'huile et 277 aquarelles, ainsi qu'un grand nombre de peintures inachevées.